# Pterogonia irrorata
Pterogonia irrorata är en fjärilsart som beskrevs av Dudgeon 1905. Pterogonia irrorata ingår i släktet Pterogonia och familjen trågspinnare. Inga underarter finns listade.